# Evangelische Hochschule Berlin
Die Evangelische Hochschule Berlin (EHB) ist eine kirchliche, staatlich anerkannte Fachhochschule in Berlin. Sie ist eine Ausbildungs-, Dienstleistungs- und Forschungsinstitution für gesundheits- und sozialwirtschaftliche Betriebe und Institutionen sowie für kirchliche und diakonische Organisationen. Träger ist die Evangelische Kirche Berlin-Brandenburg-schlesische Oberlausitz (EKBO).

## Geschichte
Im Jahre 1904 wurden erstmals im kirchlich-diakonischen Bereich in Berlin weibliche Fachkräfte für soziale Arbeit in Kursen ausgebildet. Die Frauenschule der Inneren Mission unter der Leitung von Bertha Gräfin von der Schulenburg hat ab 1909 diese Kurse konsequent weiter entwickelt, um dem gestiegenen Bedarf an professionell ausgebildeten Frauen für soziale Arbeit zu entsprechen. 
1971 ging die damalige Höhere Fachschule für Sozialarbeit in die Evangelische Fachhochschule Berlin (EFB) über. Damit entstand der erste Fachhochschulstudiengang für Sozialarbeit/Sozialpädagogik im tertiären Bildungsbereich des Sozialwesens. 2004 feierte die EFB ihr hundertjähriges Bestehen als eine der ältesten Ausbildungsstätten für soziale Berufe in Deutschland. 
2010 wurde die EFB im Zuge der Umfirmierung der Berliner Fachhochschulen in Hochschulen in Evangelische Hochschule Berlin (EHB) umbenannt und erhielt ein neues Logo.

## Studiengänge und Aktivitäten
An der EHB werden im Jahr 2021 sechs Bachelor- und fünf Master-Studiengänge angeboten.

### Veranstaltung

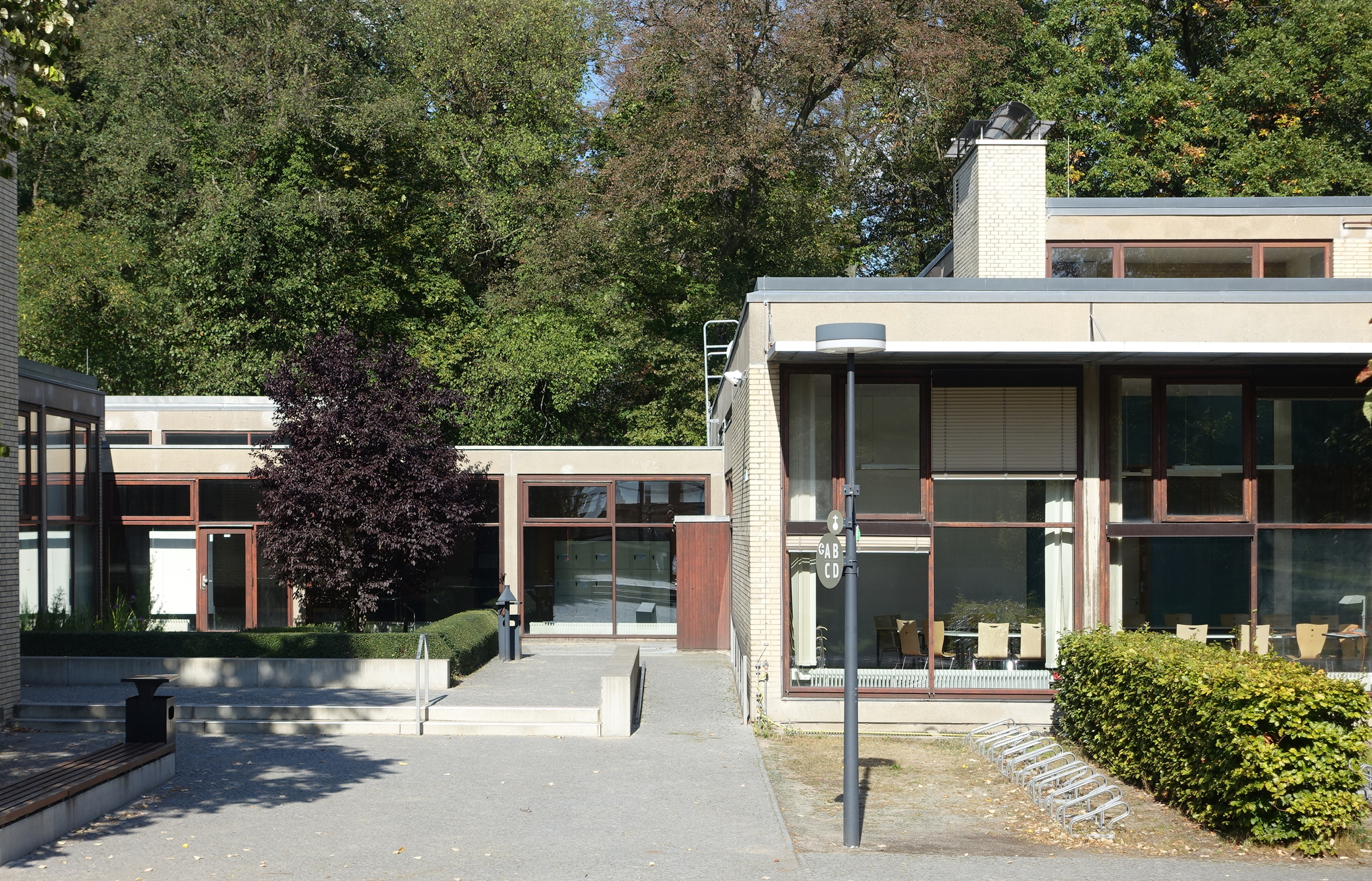
Bibliothek

Im Rahmen der Veranstaltung ehb.forscht verleiht die Evangelische Hochschule Berlin jährlich im Wintersemester den Gräfin-von-der-Schulenburg-Preis für die beste Abschlussarbeit des Jahrgangs und stellt gleichzeitig die Forschungsergebnisse des letzten Hochschuljahres vor. Damit betont die EHB einen Arbeitsbereich, der in der Wahrnehmung der Hochschulen häufig zu Gunsten einer praxisorientierten Ausbildung zurücktritt. Mit der Veranstaltung ehb.forscht sollen auch das Gespräch und der fachliche Austausch zwischen den Mitgliedern der Hochschule gefördert werden.
Zeitlicher Orientierungspunkt ist der Reformationstag – ein Brückenschlag zur kirchlichen Trägerschaft der Hochschule. Die Namensgeberin des Preises, Bertha Gräfin von der Schulenburg, gründete 1904 die Frauenschule der Inneren Mission, aus der im Wintersemester 1971/72 die staatlich anerkannte evangelische Fachhochschule Berlin hervorging.

### Hochschulzeitung
Seit 2007 erscheint die Hochschulzeitung ehb.spiegel. Der Newsletter informiert aktuell jeweils zum Semesterbeginn Studierende, Lehrende, Mitarbeitende und Freunde der Evangelischen Hochschule Berlin über Aktivitäten, Projekte und Persönlichkeiten der EHB.

## Mitgliedschaften
Die Evangelische Hochschule Berlin ist Mitglied der Studentischen Darlehnskasse, die Studenten auf ihren Weg zum Studienabschluss unterstützt.
Außerdem ist die Hochschule Mitglied im Verbundsprojekt BIT⁶ (Berlin Innovation Transfer), einem Zusammenschluss von sechs Berliner Hochschulen für einen praxisorientierten Wissens- und Innovationstransfer.
Von 2023 bis 2027 ist die EHB Teil des Projekts „Zukunft findet Stadt – Hochschulnetzwerk für ein resilientes Berlin“. Ziel des Verbunds unter 5 Berliner Hochschulen ist es die Innovationen, die in der Stadt entstehen, auch in Berlin umzusetzen.